# Ozzy & Drix
Ozzy & Drix är en amerikansk animerad TV-serie som skapades av Peter och Bobby Farrelly. Serien är baserad på filmen Osmosis Jones från 2001. De 26 avsnitten sändes ursprungligen mellan 2002 och 2004. Ozzy & Drix visades på SVT B och kom tillbaka 2009 på Cartoon Network.